# Церничко поље
Церничко поље (Степенско-Куљско и Црничко поље) је крашко поље на југу општине Гацко. Налази се Источној Херцеговини, 15 километара јужно од Гацка. Обухвата повшину од 3 км². Најнижа тачка у пољу је понор Јасовица који се налази на надморској висини од 810 метара. Церничко поље се протеже у правцу запад-исток. Поље је добило назив по насељу Церница, које се налази на јужном ободу поља. На западној страни поља се налазе Заградци, а Степен на истоку.